# Unveiling the Signs
Unveiling the Signs (englisch Enthüllung der Zeichen) ist ein Split-Album der Bands Dissolving of Prodigy, Gallileous, Pantheist und Wijlen Wij. Kostas Panagiotou, arrangierte als Mitglieder von zwei der beteiligten Bands ein instrumentales Stück als Intro der Veröffentlichung.

## Geschichte
Pantheist, Gallileous und Dissolving of Prodigy absolvierten im Jahr 2009 eine osteuropäische Tournee mit Auftritten in der Tschechischen Republik und Polen. Für Pantheist waren es die ersten Auftritte in Osteuropa. Zum Ausgleich wurden die beide osteuropäischen Gruppen zu einem gemeinsamen Auftritt in London eingeladen. Im Zuge der Kooperation entstand eine persönliche Verbundenheit, die mit einer gemeinsamen Veröffentlichung besiegelt werden sollte. Entsprechend der Idee einigten sich die Gruppen auf das gemeinsame Konzept des Aberglaubens und nahmen jeweils separat Stücke zu dem Thema auf. Als verlegendes Unternehmen brachte sich das polnische Independent-Label Redrum666 ein.

## Albuminformationen
Das Split-Album wurde schließlich im Jahr 2010 veröffentlicht. Kostas Panagiotou, als Kopf der Band Pantheist brachte ein Solostück sowie die Band Wijlen Wij mit in die Kooperation. Das Album enthielt mit den fünf entstandenen Stücken eine Gesamtspielzeit von 53:36 Minuten haben. Jeder Interpret zeichnete für ein Stück des Konzeptalbums verantwortlich. Unter dem gemeinsamen Thema des Aberglaube war jeder Band die Auslegung des Oberthemas frei. Dabei befassten sich Gallileous mit der Frage eines Jenseits, Wijlen Wij mit Vorstellungen von der Apokalypse, Dissolving of Prodigy thematisieren den Aberglauben als eine Vorstellung von Erlösung und Pantheist den aufgeklärten Menschen als Individuum der im Fehlen der Mystik des Aberglaubens einen Mangel erlebt.

### Titelliste
1. Kostas Panagiotou: Overture: The Madness of Crowds: 06:54
2. Gallileous: Zabobon (Superstition): 09:19
3. Wijlen Wij: The Wall of Life: 13:26
4. Dissolving of Prodigy: Zlodĕjská svĕtélka (Lights of Thieves): 14:19
5. Pantheist: Barock: 09:38

### Stil
Die Musik unterscheidet den Interpreten entsprechend. Die von Panagiotou gespielte Ouvertüre entspricht der Neoklassik und gibt das Thema für Gallileous vor. Gallileous spielen einen atmosphärischen und „eigenwilligen“ Funeral Doom, während Wijlen Wij eine „rohe“ und „aggressive“ Variante des Stils präsentieren. Disolving of Prodigy spielen hingegen einen minimalistischen Gothic Doom mit einer mittelalterlichen Atmosphäre, die über den Einsatz von Geige und Flöte produziert wird. Pantheist präsentieren einen feierlich sakralen Atmospheric Doom.

## Wahrnehmung
Das Split-Album erhielt nur wenig Resonanz. Es sei „ein interessantes, sehr atmosphärisches“ Werk von „deprimierter, träger und deformierter“ Musik. Als Höhepunkt wurde Barock von Pantheist benannt und auch das Stück von Gallileous wurde als „sehr positiv“ wahrgenommen. Die von Panagiotou Ouvertüre sei als Intonation passend. Als eher schlecht wurden die beiden verbleibenden Stücke in der Mitte des Albums bewertet. Insbesondere die Produktion sei bei Dissolving of Prodigy und Wijlen Wij „dilettantisch“. Auch das Songwriting beider Interpreten wurde als mäßig besprochen.